# جاکومو لئونی

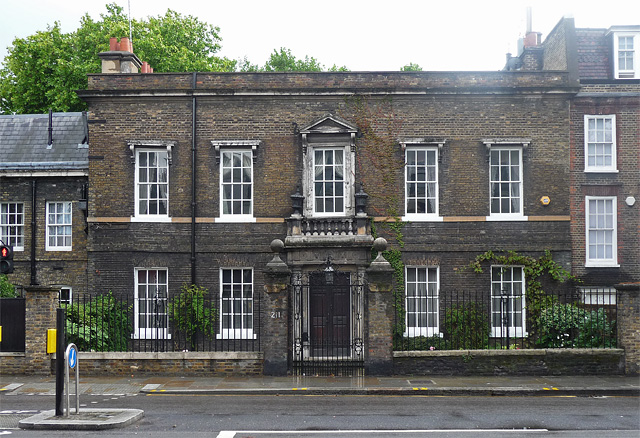
منزل جاکومو لئونی

جاکومو لئونی (ایتالیایی: Giacomo Leoni; 1686 – ۸ ژوئن ۱۷۴۶) معمار اهل ایتالیا بود.